# サンタンドレーア・フリーウス
サンタンドレーア・フリーウス（イタリア語: Sant'Andrea Frius）は、イタリア共和国サルデーニャ自治州南サルデーニャ県にある、人口約1,700人の基礎自治体（コムーネ）。

## 地理

### 位置・広がり

#### 隣接コムーネ
隣接するコムーネは以下の通り。
- バッラーリ
- ドリアノーヴァ
- ドノリ
- オルタチェーズス
- サン・バジーリオ
- サン・ニコロ・ジェッレーイ
- セノルビ
- セルディアーナ